# Rusek (nazwisko)
Rusek (żeńska forma: Ruskowa, Ruskówna) – polskie nazwisko. Według danych z lat 90 XX wieku nosi je 5678 Polskich obywateli.

## Znane osoby o nazwisku Rusek
- Paweł Rusek
- Vaclav Rusek
- Ewa Nowicka-Rusek
- Ladislav Rusek
- Josef Rusek
- Franciszek Rusek